# Международный кинофестиваль в Ханое
Международный кинофестиваль в Ханое (вьет. Liên hoan phim Quốc tế Hà Nội) — кинофестиваль, учреждённый в 2010 году Министерством культуры, спорта и туризма как первый международный кинофестиваль Вьетнама. Проводится каждые два года в Ханое. До 2016 в фестивале принимали участие только азиатские фильмы.

## Награды
Награды присуждаются в трёх категориях: «полнометражный фильм», «короткометражный фильм» и «Network for Promotion of Asian Cinema» (NETPAC).
Жюри присуждает премии:
- за лучший фильм;
- специальный приз жюри;
- лучшему режиссёру;
- лучшему актёру главной роли;
- лучшей актрисе главной роли;
- приз зрительских симпатий;

и другие.

## Фестивали

### 2012
2-й Ханойский кинофестиваль проходил с 25 по 29 ноября 2012 года.
Призёры:
- Лучший художественный фильм: «Наручники» («Shackled», Филиппины)
- Лучший короткометражный фильм: «Начиная с А» («Bermula Dari A», Индонезия)
- Премия NETPAC: Ночь молчания[тур.] (Турция)
- Приз жюри за короткометражный фильм: Желтый бык («Bò vàng», мультипликационный, Вьетнам)
- Приз жюри за художественный фильм: Небесный мандат героя (Вьетнам)
- Лучшему режиссёру: Искандар Усмонов, «Телеграмма» (Таджикистан) и Рейс Челик, «Ночь молчания» (Турция)
- Молодому режиссёру (до 30 лет): Solo (Япония)
- За лучшую главную женскую роль: Инь Янин, «Песня тишины» («Yang mei zhou», Китай)
- За лучшую главную мужскую роль: Ильяс Салман[тур.], «Ночь молчания» (Турция)

### 2014
3-й Ханойский кинофестиваль проходил с 23 по 27 ноября 2014 года.
Призёры:
- Лучший художественный фильм: «Две женщины» (режиссёр Вера Глаголева, Россия);
- Премия NETPAC: Джейсон Пол Лаксамана[англ.] («Magkakabaung», Филиппины);
- Приз жюри за короткометражный фильм: «Ngoài kia có gì?» (режиссёр Нгуен Дьеп Тхюи Ань, Вьетнам);
- Приз жюри за художественный фильм: «Đập cánh giữa không trung» (режиссёр Нгуен Хоанг Дьеп, Вьетнам);
- Лучшему режиссёру: Шахрам Мокри[англ.] («Рыба и кошка»[англ.], Иран);
- Лучшему режиссёру короткометражного фильма: Руслан Акун[англ.] («Мал айдоо», Киргизия);
- За лучшую главную женскую роль: Анна Леванова («Две женщины», Россия);
- За лучшую главную мужскую роль: Аллен Дизон[англ.] («Magkakabaung», Филиппины).

### 2016
4-й Ханойский кинофестиваль проходил с 30 октября по 5 ноября 2016 года. Председатель жюри полнометражных фильмов — Режис Варнье.
Призёры:
- Лучший полнометражный фильм: «Помнить» (режиссёр Атом Эгоян, Канада)
- Лучший короткометражный фильм: «Tres variaciones de Ofelia» (режиссёр Пауло Рике, Мексика)
- Премия NETPAC: «Зелёная карета» (режиссёр Олег Асадулин, Россия)
- Приз жюри за полнометражный фильм: «Прекрасный день» (режиссёр Choi Jeong Yeol, Южная Корея)
- Приз жюри за короткометражный фильм: «Toivola» (режиссёр Кайка Астикайнен, Финляндия)
- Особая похвала жюри за полнометражный фильм: «Желтые цветы на зеленой траве» (режиссёр Виктор Ву, Вьетнам)
- Лучшему режиссёру: Эдуардо Рой мл. («Обычные люди», Филиппины)
- Молодому режиссёру (до 30 лет): «Другой город» (режиссёр Фам Нгок Лан, Вьетнам)
- За лучшую главную женскую роль: Хасмин Киллип («Обычные люди», Филиппины)
- За лучшую главную мужскую роль: Кристофер Пламмер («Помнить», Канада)
- Приз зрительских симпатий: «Джекпот» (режиссёр Дастин Нгуен, Вьетнам)
- Приз зрительских симпатий вьетнамскому фильму: «Taxi, em tên gì?» (режиссёры До Дык Тхинь и Динь Туан Ву, Вьетнам)

### 2018
5-й Ханойский кинофестиваль проходил с 27 по 31 октября 2018 года. Председателем жюри полнометражных фильмов был Кохэй Огури, короткометражных — Юкка-Пекка Лааксо.
Призёры:
- Лучший полнометражный фильм: «Тёмная комната» (режиссер Рухолла Хиджази, Иран)
- Лучший короткометражный фильм: «Су» (режиссер Айжана Касымбек, Казахстан)
- Премия NETPAC: «Отличница из средней школы» (режиссер Lee Kyung-sub, Южная Корея)
- Приз жюри за полнометражный фильм: «Сельские жители» (режиссер Владимир Тодорович, Сербия)
- Приз жюри за короткометражный фильм: «Два ребенка» (режиссер Та Куинь Ты, Вьетнам)
- Лучшему режиссёру: Пётр Домалевский («Тихая ночь», Польша)
- Молодому режиссёру (до 30 лет) за короткометражный фильм: Нгуен Ле Хоанг Вьет («Bạn cùng phòng», Вьетнам)
- За лучшую главную женскую роль: Фыонг Ань Дао («Nhắm mắt thấy mùa hè», Вьетнам)
- За лучшую главную мужскую роль: Кристиан Бэйблс[англ.] («Signal Rock», Филиппины)
- Приз зрительских симпатий вьетнамскому фильму: «Мой мистер Жена» (режиссер Чарли Нгуен)

Фестиваль подвергся критике за большое количество выигравших вьетнамских фильмов при наличии других достойных кандидатов из разных стран.